# Amastridium veliferum
La culebra cabeza cobriza (Amastridium veliferum) es una especie de serpiente en la familia Dipsadidae. Es nativo de Nicaragua, Costa Rica, Panamá y Colombia. Su rango altitudinal oscila entre 0 y 1200 m s. n. m..